# Cloud Control
Cloud Control is een Australische indierock- en psychedelische-rockband uit de Blue Mountains bij Sydney, opgericht in 2005. In 2010 kwam het debuutalbum Bliss release uit. 

## Geschiedenis
De band won in 2010 zowel de prijs voor het 'beste indie-album' als de prijs voor het 'beste debuut als indie-artiest' op de Australian Independent Music Awards. In 2011 ontving Cloud Control de Australian Music Prize.
Cloud Control trad op in het voorprogramma van onder meer Arcade Fire, Vampire Weekend, Supergrass, The Magic Numbers, The Temper Trap en Weezer.
Het tweede album Dream Cave kwam uit op 9 augustus 2013.

## Leden
- Alister Wright - leadzang, gitaar (2005–heden)
- Heidi Lenffer - toetsen, zang (2005–heden)
- Ulrich Lenffer - drums, percussie (2005–heden)
- Jeremy Kelshaw - basgitaar, zang (2005–2015)

## Discografie

### Albums
- 2010 - Bliss Release
- 2013 - Dream Cave
- 2017 - Zone

### Ep's
- 2008 - Cloud Control
- 2010 - This Is What I Said

### Singles
- 2007 - "Vintage Books"
- 2007 - "Buffalo Country"
- 2008 - "Death Cloud"
- 2009 - "Gold Canary"
- 2010 - "This Is What I Said"
- 2010 - "There's Nothing in the Water We Can't Fight"
- 2010 - "Meditation Song No. 2"
- 2013 - "Dojo Rising"
- 2013 - "Scar"
- 2013 - "Promises"
- 2017 - "Rainbow City"
- 2017 - "Treetops"